# فيلي أونيل
فيلي أونيل (بالإنجليزية: Willie O'Neill)‏ (30 ديسمبر 1940 بغلاسكو في المملكة المتحدة - 28 أبريل 2011) هو لاعب كرة قدم بريطاني في مركز الظهير. لعب مع نادي سلتيك ونادي كارلايل يونايتد.

## وصلات خارجية
- فيلي أونيل على موقع الاتحاد الأوربي (الإنجليزية)
- فيلي أونيل على موقع قاعدة بيانات كرة القدم.إي يو (الإنجليزية)
- فيلي أونيل على موقع عالم كرة القدم.نت (الإنجليزية)